# Elette 1959-1960
Il campionato Elette 1959-1960 ha rappresentato la trentottesima edizione del massimo campionato italiano di pallacanestro.
Prima di inizio stagione, la federazione chiude le frontiere agli stranieri e le squadre giocano con soli atleti italiani. Le frontiere sarebbero state riaperte nella stagione 1965-1966 per migliorare il livello del campionato e del basket italiano in genere.
Le 12 squadre di massima serie si incontrano in un girone all'italiana con partite d'andata e ritorno. La prima in classifica vince lo scudetto e le ultime due retrocedono direttamente. Al termine della stagione si rende necessario uno spareggio per stabilire la seconda retrocessione.
La Simmenthal Milano vince il suo quarto scudetto consecutivo, tredicesimo in assoluto. Al secondo posto si classifica ancora l'Oransoda Bologna, al terzo l'Ignis Varese, esattamente come la stagione precedente.

## Classifica
|  |     | Classifica finale 1959-1960 | Pt | G  | V  | P  | PtF  | PtS  |
|  | --- | --------------------------- | -- | -- | -- | -- | ---- | ---- |
|  | 1.  | Simmenthal Milano           | 42 | 22 | 20 | 2  | 1505 | 1203 |
|  | 2.  | Oransoda Bologna            | 41 | 22 | 19 | 3  | 1838 | 1417 |
|  | 3.  | Ignis Varese                | 38 | 22 | 16 | 6  | 1717 | 1460 |
|  | 4.  | Lanco Pesaro                | 33 | 22 | 11 | 11 | 1520 | 1500 |
|  | 5.  | Stella Azzurra Roma         | 33 | 22 | 11 | 11 | 1384 | 1437 |
|  | 6.  | Levissima Cantù (-1)        | 33 | 22 | 12 | 10 | 1429 | 1430 |
|  | 7.  | Petrarca Padova             | 32 | 22 | 10 | 12 | 1282 | 1326 |
|  | 8.  | Stock Trieste               | 30 | 22 | 8  | 14 | 1255 | 1361 |
|  | 9.  | Libertas Livorno            | 30 | 22 | 8  | 14 | 1319 | 1513 |
|  | 10. | Sporting Club Gira          | 29 | 22 | 7  | 15 | 1283 | 1456 |
|  | 11. | Reyer Venezia               | 29 | 22 | 7  | 15 | 1298 | 1459 |
|  | 12. | Sant'Agostino Bologna       | 25 | 22 | 3  | 19 | 1232 | 1500 |

## Risultati
| Risultati             | LC     | GB    | IV    | LP     | LL    | OB     | PP    | RV    | SB     | SM    | SR    | ST    |
| --------------------- | ------ | ----- | ----- | ------ | ----- | ------ | ----- | ----- | ------ | ----- | ----- | ----- |
| Levissima Cantù       |        | 82-57 | 72-63 | 70-71  | 65-51 | 47-54  | 57-56 | 66-46 | 58-40  | 87-82 | 62-54 | 70-54 |
| Gira Bologna          | 48-55  |       | 56-51 | 80-69  | 63-49 | 57-91  | 71-57 | 50-52 | 60-59  | 45-50 | 94-61 | 56-64 |
| Ignis Varese          | 102-72 | 96-55 |       | 82-70  | 79-58 | 113-92 | 87-59 | 72-55 | 81-57  | 58-69 | 71-64 | 81-55 |
| Lanco Pesaro          | 81-45  | 69-59 | 80-86 |        | 94-53 | 72-84  | 60-52 | 74-71 | 101-66 | 53-55 | 63-64 | 55-38 |
| Libertas Livorno      | 70-67  | 72-63 | 67-69 | 73-58  |       | 56-93  | 56-59 | 76-65 | 62-55  | 54-57 | 69-49 | 60-58 |
| Oransoda Bologna      | 114-96 | 78-58 | 90-78 | 105-58 | 78-60 |        | 90-65 | 96-73 | 80-51  | 76-79 | 90-62 | 85-53 |
| Petrarca Padova       | 55-57  | 64-49 | 62-58 | 79-66  | 76-47 | 51-63  |       | 82-71 | 51-52  | 53-65 | 42-45 | 54-50 |
| Reyer Venezia         | 71-59  | 70-64 | 61-90 | 54-61  | 75-46 | 63-90  | 50-53 |       | 61-54  | 58-81 | 52-55 | 49-41 |
| Sant'Agostino Bologna | 66-63  | 60-64 | 56-73 | 62-64  | 50-58 | 46-91  | 50-57 | 52-61 |        | 54-58 | 63-74 | 75-60 |
| Simmenthal Milano     | 62-53  | 81-46 | 65-67 | 74-47  | 84-62 | 63-54  | 77-53 | 81-55 | 75-41  |       | 62-51 | 57-32 |
| Stella Azzurra Roma   | 64-56  | 71-56 | 66-88 | 80-87  | 68-60 | 59-77  | 60-45 | 73-43 | 81-64  | 54-64 |       | 69-56 |
| Stock Trieste         | 69-70  | 55-32 | 79-72 | 68-67  | 88-60 | 57-67  | 45-57 | 43-42 | 67-59  | 50-64 | 73-60 |       |

## Spareggio salvezza
| Varese 20 maggio 1960 | Gira Bologna | 56 – 50 | Reyer Venezia |  |

## Verdetti
- Campione d'Italia:  Simmenthal Milano

Formazione: Galletti, Sandro Gamba, Augusto Giomo, Giandomenico Ongaro, Enrico Pagani, Gianfranco Pieri, Sandro Riminucci, Claudio Velluti, Paolo Vittori, Cesare Volpato. Allenatore: Cesare Rubini.
- Retrocessioni in Serie A: Reyer Venezia (si autoretrocesse nella promozione regionale) e Sant'Agostino Bologna.